# Frank Patterson
Frank Patterson (anglès: Franklin Peale Patterson)  (Filadèlfia, 5 de gener de 1871 - La Rochelle, 6 de juliol de 1966) fou un compositor estatunidenc.
Patterson és l'autor d'un llibre sobre els leitmotifs al Der Ring des Nibelungen de Richard Wagner i va escriure i compondre l'òpera The Echo. Va ser publicat per G. Schirmer a Nova York el 1922 i es va estrenar a Portland el 1925.